# Johannis-Haarmücke

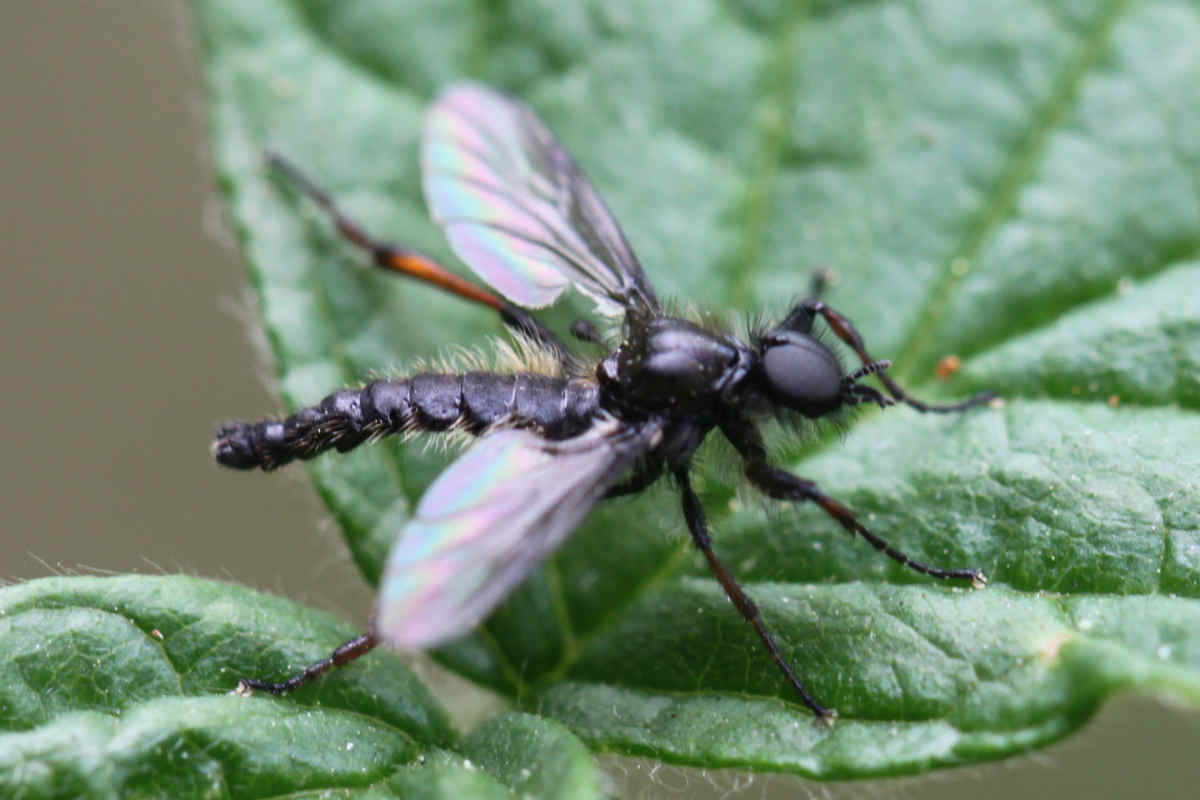
Männchen, Seitenansicht

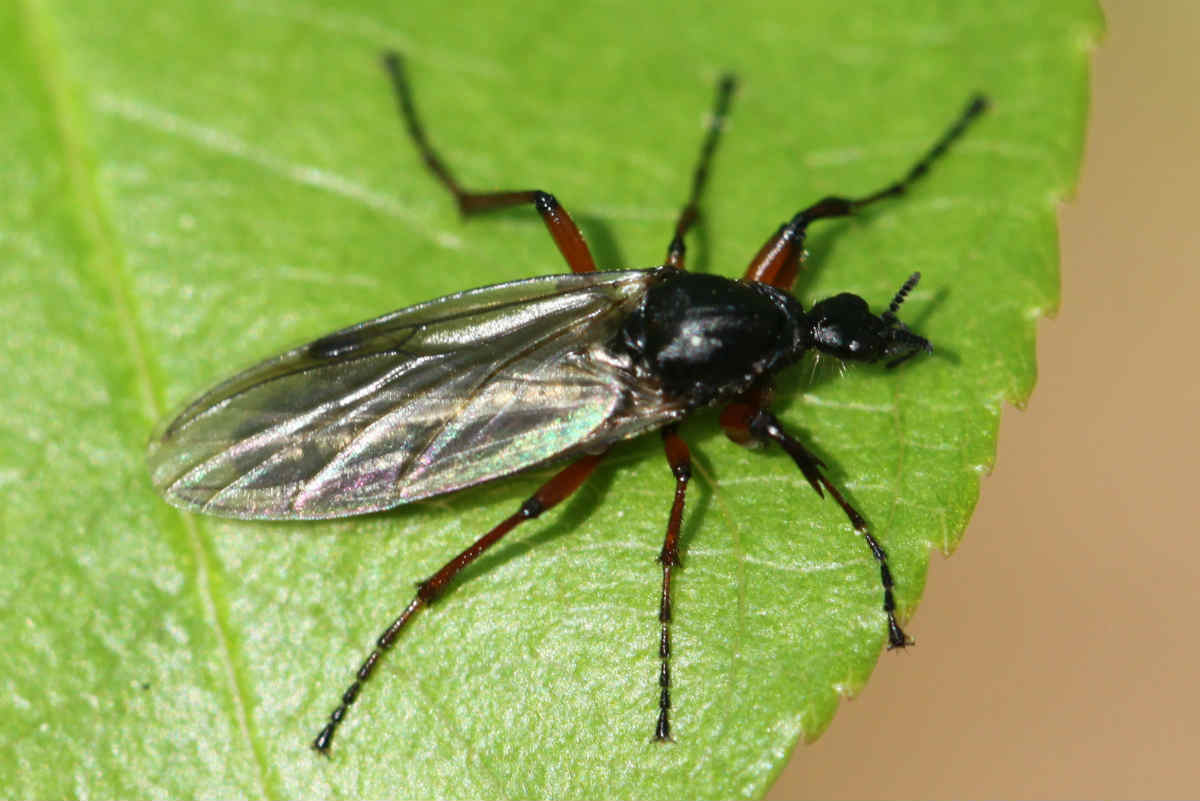
Johannis-Haarmücke (Bibio johannis), Weibchen

Die Johannis-Haarmücke (Bibio johannis) ist eine Art aus der Familie der Haarmücken (Bibionidae).

## Merkmale
Die Mücken erreichen eine Länge von 4–7 mm. Sie besitzen einen schwarz schimmernden Thorax. 
Die Männchen besitzen große Facettenaugen. Auf ihren Flügeln befindet sich ein markantes schwarzes Stigma. Die Tibien der Männchen sind hellbraun gefärbt. Kopf, Thorax und Hinterleib sind mit dichten Haaren bedeckt.
Die Weibchen besitzen dagegen kleine Facettenaugen. Die Femora sind mit Ausnahme des schwarzen apikalen Endes rotbraun gefärbt. Die Tibien sind ebenfalls rotbraun.

## Verbreitung
Die Art ist in Europa weit verbreitet. Sie kommt auch auf den Britischen Inseln vor.

## Lebensweise
Die Mücken fliegen von April bis Juli. Man findet sie an Waldrändern und Hecken, aber auch an Gewässern. Die Larven entwickeln sich in der Streuschicht. Sie ernähren sich von sich zersetzender organischer Substanz.